# Wildcats (fumetto)
Wildcats è un gruppo di supereroi dei fumetti pubblicato dalla DC Comics sotto l'etichetta WildStorm, creato da Jim Lee (disegni) e Brandon Choi (testi).
Nato nell'agosto 1992 sulle pagine di WildC.A.T.s n. 1 sotto il marchio Image Comics è poi passato sotto l'etichetta WildStorm (sempre per la Image), in seguito acquistata dalla DC Comics nel 1998; è stato pubblicato in Italia dalla Star Comics quando apparteneva alla Image ed è stato poi pubblicato dalla Magic Press, che detiene i diritti per la pubblicazione della Wildstorm in Italia.
Originariamente il nome del gruppo era "WildC.A.T.s", dove "C.A.T." stava per Covert Action Teams (lett. "squadre d'azione in incognito"). La prima serie, durata per 50 numeri, ha avuto il contributo di alcuni celebri scrittori di fumetti come Travis Charest, Chris Claremont, James Robinson e Alan Moore.
Nel corso della loro vita editoriale, i Wildcats hanno avuto diversi crossover con diversi personaggi dei fumetti, come gli Youngblood, Spawn, Cyberforce o gli X-Men e i Vendicatori.

## Trama
La storia ruota intorno alla guerra che dura da secoli tra due razze aliene chiamate "Kerubini" e "Deamoniti". Migliaia di anni fa infuriò una battaglia nel nostro sistema solare che provocò l'ammaraggio delle due razze sul nostro pianeta; la guerra proseguì sul nostro mondo influenzando la storia e la mitologia. I Kerubini sono una razza quasi immortale, dall'aspetto umano ma dotati di poteri eccezionali che, una volta atterrati sulla Terra, si sono mischiati con gli esseri umani che popolano il pianeta. I Deamoniti invece, oltre ad avere un aspetto spaventoso, possiedono anche varie abilità sovrumane tra cui il possesso del corpo e il controllo mentale su esseri umani e hanno ambizioni di conquista.
Arrivati ai giorni nostri un millenario lord Cherubino, Lord Emp (noto agli umani come il ricco industriale Jacob Marlowe) costituisce un gruppo di supereroi per difendere il pianeta dai mortali nemici della sua specie, i Wild C.A.T.s.

## Personaggi
Molti dei personaggi creati da Jim Lee ricordano alcuni dei personaggi della Marvel Comics o della DC Comics.

### Team Originale
Il primo team dei WildC.A.T.s. assemblato da Jacob Marlowe comprendeva:
- Spartan: Hadrian è un cyborg altamente sofisticato creato sul pianeta Khera, capace di emettere potenti raffiche al plasma; somigliava al leader degli X-Men Ciclope, dal carattere rigido e intransigente e aveva un analogo interesse sentimententale verso un membro del team, Voodoo. In seguito si scopre essere l'incarnazione di un eroe morto da tempo, John Colt, alias il signore dei Cherubini Yohn Kohl.

- Zelota: Zannah è un membro della setta di ninja della Coda, una tribù guerriera esclusivamente femminile; è una guerriera straordinaria, che ha vissuto per migliaia di anni e ha avuto molte relazioni con gli esseri umani. È la maestra di Grifter, unico maschio addestrato dalle Coda. Zelota è basato sul personaggio della DC Comics Wonder Woman (essere immortale cresciuta in un ambiente matriarcale) e il personaggio della Marvel Comics Elektra (assassina esperta nell'uso delle armi bianche).

- Voodoo: Priscilla Kitaen, un ibrido Umano-Demonita con poteri telepatici, ha la capacità di vedere i Demoniti che hanno posseduto gli esseri umani ed è in grado di separarli dai loro corpi. È l'unica in grado di calmare il compagno Maul quando perde il controllo.

- Grifter: ex membro del Team 7, squadra militare governativa, Cole Cash è l'unico maschio mai addestrato dal Coda. Grifter rappresenta il solitario del gruppo, in contrasto con l'autorità di Spartan, anche se sembrava affezionato alla sua partner Zelota. È l'unico membro del team a non aver alcun potere super-umano ma è un pistolero eccezionale dalla mira infallibile.

- Maul: ibrido umano-cherubino in grado di aumentare la sua massa a costo della capacità di ragionamento. L'aumento di forza a discapito dell'intelligenza richiama il personaggio della Marvel Comics Hulk: difatti anche Maul è in realtà uno scienziato, vincitore del premio Nobel, di nome Dr. Jeremy Stone.

- Warblade: ibrido uomo-cherubino capace di trasformare parti del suo corpo in qualsiasi arma solida, Warblade è un esperto di arti marziali. Anche se potenzialmente è una macchina per uccidere, Reno Bryce ha anche l'anima di un artista, che ha scolpito diversi lavori esposti nelle gallerie d'arte. Ha un'insolita capigliatura verde. L'uso di artigli ricorda vagamente il mutante Wolverine.

- Void: un essere capace di precognizione, teletrasporto e la manipolazione di altri dello spazio-tempo, Void ha la capacità di vedere linee temporali diverse a causa della sua relazione con l'alieno cosmico Orb. Si è scoperto essere una cosmonauta russa, Adrianna Tereshkova, morta dopo l'arrivo degli Orb dallo spazio.

- Lord Emp: Jacob Marlowe è un multi-milionario che possiede i media / tecnologia della Corporation Halo. Anche se una volta era un signore della guerra Cherubino, Emp non ricorda il suo passato e non ha alcun controllo sui poteri che una volta ha esercitato. È stata la donna chiamata Void, che lo ha preso dalla sua vita come senzatetto e ne fece il ricco finanziere della WildC.A.Ts. È il leader dei Wildcat's e ha l'aspetto di un nano dai capelli brizzolati.

### Secondo Team
Il secondo Team dei Wild.C.A.T.s. assemblato a seguito di un viaggio su Khera del team originale comprendeva:
- Mr. Majestic: È stato un altro signore della guerra Cherubino, Majestros, uno dei quattro che erano stati bloccati sulla Terra. Mr. Majestic è un omaggio a Superman, con poteri e caratteristiche fisiche simili. Dopo l'acquisto da parte della DC Comics, Majestros ha incontrato proprio l'Uomo d'Accaio e Capitan Atom nelle rispettive testate. Sebbene inizialmente fosse solo un membro part-time del gruppo nella seconda versione ne farà ufficialmente parte.

- Savant: Figlia di Zelota e Mr. Majestic (fatto solo recentemente rivelato) convinta di essere la sorella di Zelota. Avventuriera scavezzacollo dotata di svariati manufatti magici raccolti in tutto il mondo, è la leader del gruppo, tenuta più in considerazione dai membri dello stesso Majestic.

- Condition Red: Max Cash, il fratello minore di Grifter, con abilità di soldato simili (ma inferiori) a quelle fraterne. Viene ucciso da un'assassina Coda, resuscitato come zombie e nuovamente ucciso dal fratello.

- Tao (o, per meglio dire, T.A.O. acronimo per Tatticamente Amplificato Organismo"): Un essere umano creato artificialmente, seppur sprovvisto di superpoteri è il membro più pericoloso della squadra a causa del suo spaventoso quoziente intellettivo, che lo rende un genio manipolatore ed inumano. Tradirà il gruppo, rivelando di aver sempre mirato a provocarne l'autodistruzione manipolando gli eventi dall'interno, a seguito diverrà uno dei principali supercriminali Wildstorm.

- Ladytron: Maxine Manchester, una cyborg punk con tendenze assassine. Inizialmente era una supercriminale ma venne catturata dai Wildcats e convinta ad unirsi al team dal persuasivo T.A.O. A seguito del tradimento del quale sembra venire distrutta ma in seguito la sua mente viene recuperata e inserita nel mainframe dell'Halo Building, da cui opera attraverso vari corpi cibernetici.

A seguito del ritorno del gruppo originale molti membri abbandoneranno la vita del supereroe e ciò che rimane del gruppo coesisterà con ciò che rimane della sua nuova versione. Le due squadre collaboreranno riformandosi in un'unica squadra comprendente Spartan, Grifter, Mr. Majestic, Warblade, Zelota, Voodoo, Savant e Ladytron. Pur con la stretta collaborazione di altri membri come Void e Maul, oltre al frequente aiuto della seconda Backlash.